# 鴿子島國家公園
8°43′N 81°12′E / 8.717°N 81.200°E

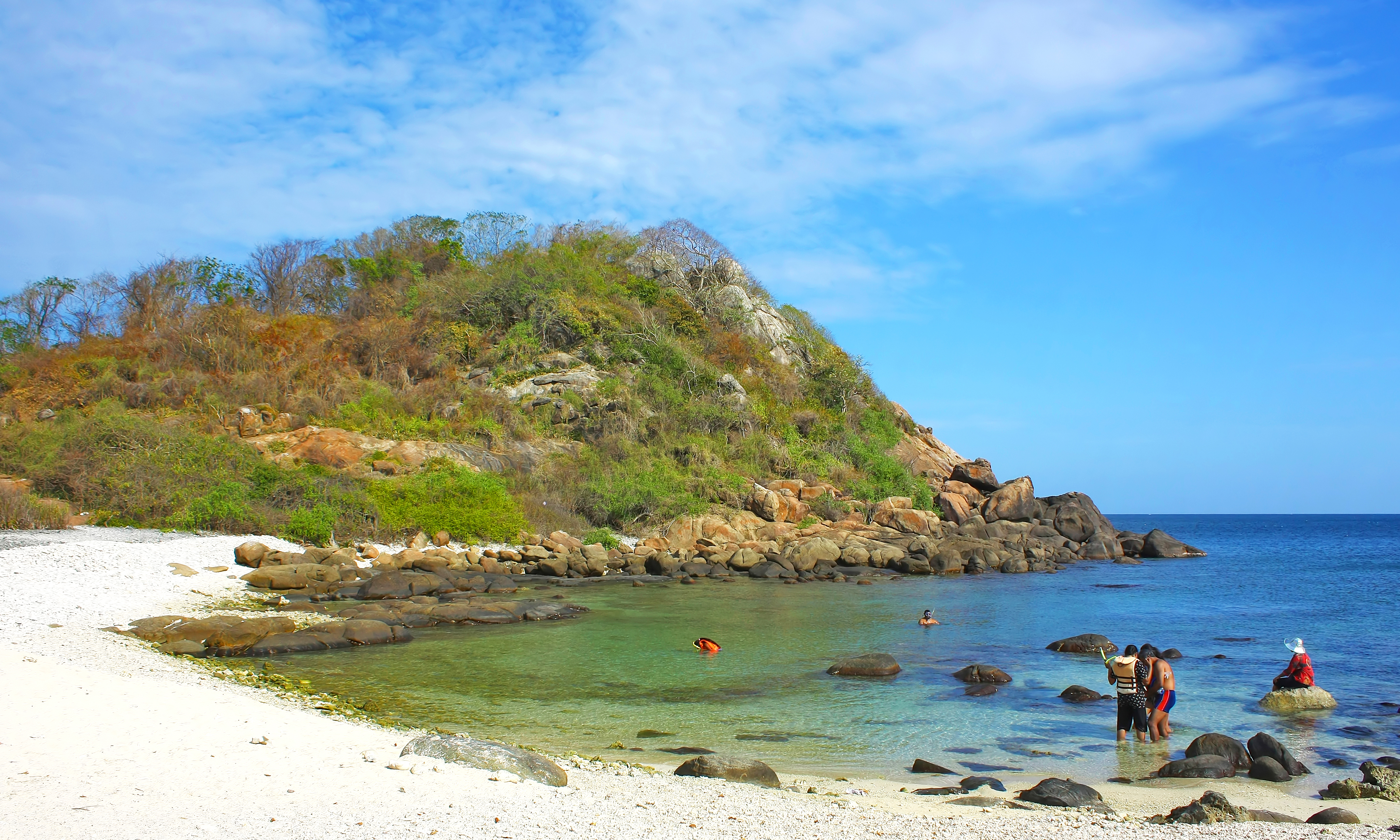

鴿子島國家公園是斯里蘭卡的國家公園，位於該國東部，處於東部省，鄰近亭可馬里，成立於2003年，面積4.7平方公里，有烏翅真鯊、玳瑁、綠蠵龜、欖蠵龜等海洋生物棲息。